# L'Hiver d'Helliconia
L'Hiver d'Helliconia (titre original : Helliconia Winter) est le troisième roman, publié en 1985, de la trilogie d'Helliconia, écrite par Brian Aldiss, et dont le récit se situe sur une planète semblable à la Terre, Helliconia.

## Thème et place dans la trilogie
C'est une épopée relatant l'apogée et la chute d'une civilisation sur plus de mille ans, à mesure que la planète traverse ses saisons incroyablement longues, chacune durant plusieurs siècles.
La trilogie se compose des romans :
- Le Printemps d'Helliconia (1982),
- Helliconia, l'été (1983),
- L'Hiver d'Helliconia (1985).

L'action de ce dernier roman se situe, à l'inverse des deux précédents tomes, sur le continent sud (Sibornal), qui est aussi le plus froid.

## Récompenses
- Prix British Science Fiction du meilleur roman 1985.
- Prix Tähtivaeltaja pour la traduction finnoise de l'ensemble de la trilogie 1990.